# Реставрация на Стюартите
Вижте пояснителната страница за други значения на Реставрация.
Реставрация в английската история се нарича възстановяването на монархията в Англия, Шотландия и Ирландия след края на Английската революция. Периодът обхваща годините 1660 – 1685 – времето на управление на Чарлз II.
Терминът се отнася както за самото събитие, при което е възстановена монархията, така и за целия период след него, при който се установява нова държавна политика.

## Възстановяване на монархията
На 4 април 1660 г. Чарлз II издава Бредската декларация, в която той прави няколко обещания по отношение на възстановяването на короната на Англия. Херцог Джордж Монк, който командва английските войски в Шотландия, организира парламент, който се събира за пръв път на 25 април. На 8 май той обявява, че крал Чарлз II е законният монарх, след като Чарлз I е бил екзекутиран на 30 януари 1649 г. От конституционна гледна точка, последните 19 години все едно никога не са се случвали. Чарлз II се връща от изгнание от Хага в Дувър на 25 май. В Лондон пристига на 29 май 1660 г., своя 30-и рожден ден. Денят е направен официален празник в страната. Коронован е в Уестминстърското абатство на 23 април 1661 г.
Някои съвременници по това време описват Реставрацията като „божествено ръкоположено чудо“. Внезапното и неочаквано освобождаване от узурпацията и тиранията се тълкува като възстановяване на естествения и божествения ред. Кавалерския парламент е свикан за прът път на 8 май 1661 г. и устоява до 24 януари 1679 г., когато е разпуснат. Той е преобладаващо роялистки. Водещата политическа фигура в началото на Реставрацията е Едуард Хайд, 1-ви граф на Кларендон. Именно неговите умения и знания правят Реставрацията безусловна.
Много роялистки изгнаници са върнати в страната и са наградени. Принц Руперхт Пфалцски се връща в служба на Англия и става член на тайния съвет. Уилям Кавендиш, 1-ви херцог на Нюкасъл също се завръща и успява да се възвърне голяма част от бившите си имения.